# Asesinato de Eustoquio Gómez
El asesinato del general Eustoquio Gómez, expresidente de los estados Lara y Táchira, fue un magnicidio ocurrido en el Palacio de la Gobernación de Caracas en 1935 tras el anuncio de su detención por parte del presidente Eleazar López Contreras debido a su enfrentamiento con Félix Galavís, gobernador de Caracas. Gómez era primo del dictador Juan Vicente Gómez, quien acababa de fallecer, y tenía una disputa por el poder con López Contreras.
No se supo quién lo asesinó, aunque según versiones los disparos que le causaron la muerte fueron hechos por Jesús Corao, dirigente deportivo que a la sazón era prefecto de Caracas. El hermano de Eustoquio, Fernando Gómez, quien lo acompañaba, fue arrestado. Su muerte sucedió en un contexto de tensiones sociopolíticas contra el clan Gómez; los dos autos de Eustoquio Gómez fueron incendiados por la gente tras enterarse de su muerte, y su fallecimiento fue celebrado por el diario El Impulso.

## Contexto histórico
Mientras el dictador Juan Vicente Gómez se hallaba gravemente enfermo, el clan Gómez estaba liderado por Eustoquio Gómez, quien había asesinado en 1907 al gobernador de Caracas, Luis Mata Illas. En 1935 el coronel Eloy Tarazona y él estaban conspirando para hacerse con el poder. Eleazar López Contreras lo tenía espiado, y sus informantes le habían comentado sus asuntos con los comandantes militares de Lara y Aragua; una carta de Eustoquio Gómez dirigida al gobernador de Barquisimeto el 15 de diciembre fue interceptada por López, y decía:

Gómez está muy grave… Dígale a los jefes de los batallones… que deben consultar conmigo, no obedeciendo más órdenes que las mías: aún cuando el ministro de guerra les dé órdenes, no deben moverse hasta que yo ordene…Cuando le diga… que nuestra gente se ponga sobre las armas…

Tras el descubrimiento del complot, Eloy Tarazona y otros oficiales fueron arrestados. Eleazar López Contreras convocó una reunión con el clan Gómez y les pidió contener ambiciones personales para que el país no cayera en la anarquía. López Contreras, por su parte, tenía el apoyo de los militares y de Estados Unidos. El 17 de diciembre de ese año finalmente murió Juan Vicente Gómez.

## Historia
El general Eustoquio Gómez se había ido de Maracay, intentando llegar a Barquisimeto, donde no lo dejaron entrar. Viajó a Caracas en 1935 con su hermano Fernando Gómez y su yerno Leopoldo Briceño Torres y otros oficiales que lo acompañaban.  El general Eloy Montenegro fue hasta allá a avisarle que no volviera a Barquisimeto porque lo esperaban para asesinarlo. Visitó ahí al presidente Eleazar López Contreras, quien le revocó su cargo de presidente del estado Lara, pidiéndole que no se quedara en Caracas, sino que volviera a Maracay y que luego se fuera del país.
Después de dicho encuentro, Eustoquio Gómez se dirigió con sus escoltas al Palacio de la Gobernación. Su presencia avivó protestas callejeras que clamaban «muerte a los Gómez» y pedían la destitución de los funcionarios de la familia Gómez. Una vez en el despacho del gobernador Félix Galavís le comunicó su intención de arrebatarle el mando de guardia, pero Galavís le aconsejó que se fuera a Curazao y se retirara de la política. El presidente Eleazar López Contreras, tras enterarse de la movida de Eustoquio Gómez, llamó y ordenó su detención y expulsión a Curazao, que Galavís le transmitió. Eustoquio lo amenazó con su revólver, pero recibió dos disparos. Según el capitán Rogelio Benavídez Pacheco, quien estuvo presente, «a Eustoquio lo mataron en su propia ley, por la espalda y sin que se sepa quién dio la orden». Gómez se arrastró hasta el baño y sus escoltas escaparon por la puerta de atrás. Lo intentaron llevar a una clínica, pero fue declarado muerto antes, a las 15:30 de la tarde.

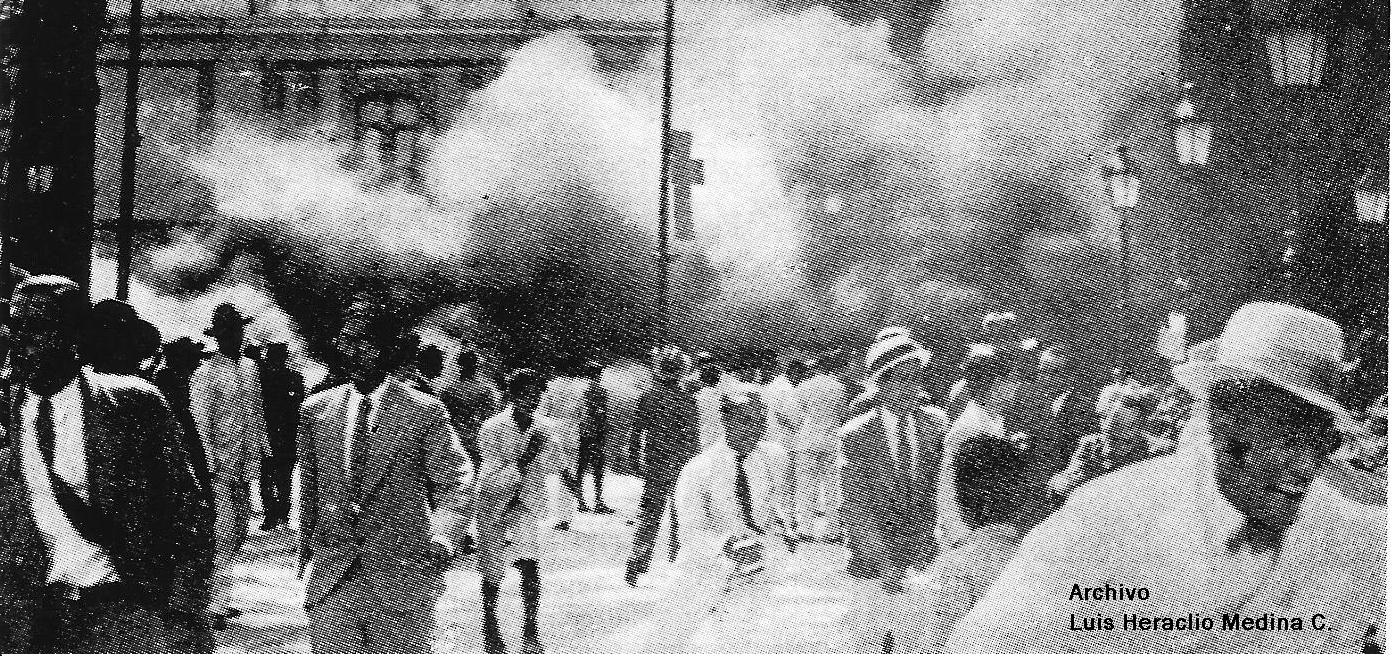
Manifestantes en Caracas incendian los automóviles de Eustoquio Gómez.

Cuando la gente supo de su muerte, incendiaron sus dos lujosos automóviles. Gómez fue trasladado en secreto al Cementerio General del Sur durante la madrugada del 22 de diciembre. Posteriormente su hijo Eustoquio Gómez Villamizar declaró que su padre sólo había ido a saludar al gobernador Félix Galavís y fue apartado de la sucesión presidencial aprovechando el caos social que reinaba tras la muerte de Juan Vicente Gómez.
El diario El Impulso difundió ese día la noticia Presos Eustoquio Gómez, su hermano y sus adictos, agregando que era «por culpabilidad en un movimiento subversivo». Dos días después El Impulso anunció «la sensacional noticia» de su muerte.